# Marius Hubert-Robert
 (septembre 2017).
Si vous disposez d'ouvrages ou d'articles de référence ou si vous connaissez des sites web de qualité traitant du thème abordé ici, merci de compléter l'article en donnant les références utiles à sa vérifiabilité et en les liant à la section « Notes et références ».
Marius Hubert-Robert (né à Paris le 10 juin 1885 et mort le 14 mars 1966 à Nice) est un artiste peintre orientaliste et un illustrateur.

## Biographie
Il exposa notamment au Salon des indépendants en 1929 , aux Artistes Français, à la Société Nouvelle des Beaux Arts, au Salon d'Hiver.
Peintre à la 10e Armée pendant la guerre 1914-18, Marius Hubert Robert a donné 2 de ses œuvres de guerre au Musée du Luxembourg.
Parmi ses autres principales expositions, on peut citer :
- Paris, Galerie Charpentier De l'Alaska à la Terre de Feu (1926), Sous le signe du Soleil, Afrique du Nord (1928) Le Bassin méditerranéen (1931), Galerie Petit, Hôtel de la Duchesse de Rohan, Galerie Mona Lisa à Paris
- Londres : The Mansion House, Alpin Club
- USA : New York, Washington, Boston, Philadelphie, Nouvelle Orléans, Chicago, Detroit, San Francisco, Los Angeles, Portland, Seattle, Cleveland, Buffalo
- Canada : Québec, Montréal, Ottawa, Toronto, Winnipeg, Calgary, Edmonton, Vancouver, Victoria
- Brésil : Rio de Janeiro
- Argentine : Buenos Aires, Rosario de Santa Fe

En outre, expositions à Athènes, Zurich, Munich, Alger, et Beyrouth.
Toutes ces expositions ont été inaugurées par leurs Excellences les ambassadeurs et les consuls locaux.
Il eut pour mécène pendant une dizaine d'années la famille Astor qui lui permit de beaucoup voyager dans le monde et notamment aux US et Canada, mais aussi en Afrique (Maroc et Égypte),en Grèce, et Indochine. Il a collaboré également avec le journal "L'Illustration" (circa 1930-1938).

## Achat d'œuvres
- Paris : 3 achats de l'État, achat de la Ville de Paris, achat du Musée de la Guerre, achat du Musée des Invalides, achat du Roi Albert de Belgique, achat de Monsieur Millerand, Président de la République, achat du Roi Alphonse XIII d'Espagne.
- Londres : 3 achats de SM la Reine Mary.
- USA : Achat du Musée de Brooklyn, du Musée Allbright de Buffalo, du Musée Fuller de Seattle, du Musée Corcorean de Washington.
- Argentine: achats des Musées de Buenos Aires  et de Rosario.

## Œuvres
- Louis Bertrand, La Méditerranée, photographies de Fred. Boissonnas, aquarelles de Marius Hubert-Robert, Éditions Alpina, Paris, 1929
- Espagne du Nord et Espagne du Sud" d'Octave Aubry, (Arthaud, 30 aquarelles)
- Indochine de Robert Chauvelot (Arthaud 15 aquarelles)
- François Gébelin " Les Châteaux de la Loire ", (7 aquarelles), aux Éditions Alpina, Paris, 1936
- Du Sphinx à la Croix (Arthaud, 7 aquarelles),
- Normandie, Pays basque, Le Visage de Jérusalem, Liban et Syrie, Tunisie, Maroc (aux éditions Arthaud). Série d’œuvres reproduites en couleurs dans L'Illustration
- De L'Alaska à la Terre de Feu
- L'Afrique du Nord
- Le Périgord
- Le Brésil (1926-1930)
- Cent voyages canadiens (Toronto Star Weekly") dont Marius Hubert-Robert a été le collaborateur pendant plusieurs années.
- Reproductions en couleur dans This Week, Rotary Magazine, London Illustrated News, etc.